# Имена (альбом)
«Имена» — совместный студийный альбом российских блюзовых музыкантов Евгения Маргулиса, Сергея Чигракова и Ромарио, выпущенный в 2010 году концерном «Союз».

## История создания
Альбом записывался долго и основательно с помощью магнитных лент, аналогового оборудования и раритетных музыкальных инструментов, чтобы добиться мягкого, тёплого, но при этом современного блюзового звучания. В записи также принимали участие Билли Новик и Александр Пантыкин, в то время как оформлением диска занимался Андрей Макаревич, который собственноручно вырезал на школьной парте то, что стало в итоге обложкой, и выполнил иллюстрации внутреннего буклета.
Авторство всех песен принадлежит молодому екатеринбургскому музыканту Роману Луговых, выступающему под псевдонимом Ромарио, — он познакомился с Маргулисом случайно через общего знакомого Пантыкина. Воодушевлённый талантом Романа, Маргулис решил записать с ним общий альбом, а позже, по просьбе Ромарио, привлёк в проект ещё и Чижа. По три песни исполнили Маргулис и Чиж, две — Ромарио и одну — всей компанией. Свой стиль дебютант определяет как «хорошую песню, в основе которой лежат красивая мелодия и хорошие стихи». Маргулис называет его поп-музыкой, а юмористически настроенный Чиж полагает, что под эти песни «сопьется немало народу».
Песня «Таня — дура!» в исполнении Маргулиса попала в эфир многих радиостанций, в частности, она добралась до верхних позиций хит-парада «Нашего радио» и обошла по числу скачиваний в сети такие многолетние шлягеры Маргулиса, как «Шанхай-блюз» и «Мой друг».
Владимир Смирнов, обозреватель журнала Fuzz, отметил, что на фоне мэтров автор песен как исполнитель явно выглядит слабым звеном: «Можно только представить, сколь пресной получилась бы пластинка, запиши её Ромарио в одиночку. Все же, иногда лучше оставаться неплохим автором, чем посредственным исполнителем». Положительного отзыва альбом удостоил и Алексей Анциферов, в рецензии для портала «Наш неформат» он написал, что «если некоторые из нас найдут в себе силы извинить парня за везение, то откроют для себя автора, чьё имя, спустя время, будет говорить само за себя». Борис Барабанов из журнала «Коммерсантъ Weekend» выразил неоднозначное мнение относительно «Имён», но всё же похвалил молодого артиста за его начинания: «Стихи у Ромарио смешные, эпигонские, но не графоманские, голос парня уверенно чувствует себя среди голосов старших коллег».

## Список композиций
Слова и музыка всех песен — (кроме отмеченных) написаны Ромарио.
| №   | Название                                                                                    | Вокал                  | Длительность |
| --- | ------------------------------------------------------------------------------------------- | ---------------------- | ------------ |
| 1.  | «Таня — дура!» (музыка - Е. Маргулис, Колямба)                                              | Маргулис               | 2:49         |
| 2.  | «Пой, как Маргулис»                                                                         | Чиж                    | 3:12         |
| 3.  | «Мой главный порок»                                                                         | Ромарио                | 3:53         |
| 4.  | «Не молчи»                                                                                  | Маргулис               | 3:22         |
| 5.  | «Всё та же любовь»                                                                          | Чиж                    | 3:50         |
| 6.  | «Я вернусь» (музыка - Ромарио, Колямба)                                                     | Ромарио                | 3:01         |
| 7.  | «Летние каникулы» (музыка - Ромарио, Колямба)                                               | Маргулис               | 2:36         |
| 8.  | «Друг мой заграничный»                                                                      | Чиж                    | 3:04         |
| 9.  | «Родные друзья» (музыка - Ромарио, Колямба)                                                 | Ромарио, Чиж, Маргулис | 4:54         |
| 10. | «Пой, как Маргулис» (музыка - Е. Маргулис, Колямба; при участии Sunny Swan Drunk Orchestra) | Чиж                    | 2:49         |

## Музыканты
- Сергей «Чиж» Чиграков — инструменты, вокал, аккордеон (8)
- Ромарио — Вокал, Акустическая гитара, Электрогитара
- Колямба — Acoustic Guitar, Resonator Guitar, Electric Guitar, Piano, Backing Vocals
- Евгений Маргулис — Bass, Piano, Вокал, Backing Vocals
- Михаил Васильев — Drums, Shaker, Tambourine
- Александр Гордеев — Harmonica
- Sunny Swan — Organ Hammond, Piano
- Евгений Ринкевич — Bass (4, 5, 9)
- Леонид Каминер — Bass (6), вокал (7)
- Александр Пантыкин — Piano (7, 8)
- Trombone — Максим Лихачёв (7)
- Маргарита Королева — вокал (7)
- Билли Новик — контрабас (8)

другое
- звукоинженер — Самвел Оганесян
- микширование — Александр Кутиков